# Розинеи
Розинеи Адолфо (порт. Rosinei Adolfo; род. 3 мая 1983 года в Лавриньясе, штат Сан-Паулу) — бразильский футболист, игравший на позиции полузащитника.

## Биография
Розинеи — воспитанник школы «Крузейру» из одноимённого города в штате Сан-Паулу. На профессиональном уровне дебютировал в 2003 году в «Сан-Каэтано», в 2004 году перешёл в «Коринтианс».
В 2005 году он стал успешно выступать в основной команде, которая пошла по пути «галактикос» благодаря поддержке международной группы MSI. Несмотря на серьёзную конкуренцию со стороны Карлоса Алберто, одной из звёзд команды, Розинеи выиграл борьбу за место в основе. Стал вторым бомбардиром команды в чемпионате Бразилии 2005, уступив лишь Карлосу Альберто Тевесу.
С учётом выступлений в 2005 году, Розинеи стал основным игроком «коринфян». В 2007 году перешёл в испанскую «Реал Мурсию». В 2008 году «Интернасьонал» подписал контракт с Розинеи, взяв его в аренду из «Реал Мурсии» за 1,5 млн евро (около 3,8 млн бразильских реалов). На тот момент вице-президент и будущий президент «Интернасьонала» Джованни Луиджи отметил:

Это универсальный игрок, который может выступать на различных позициях, хорошо работает в коллективе и может забивать голы.

Несмотря на титулы Южноамериканского кубка и Лиги Гаушу (причём, без единого поражения в этих розыгрышах), Розинеи не смог закрепиться в «Колорадос», в результате чего аренда не была продлена. На игрока претендовал «Флуминенсе», желавший укрепить состав в чемпионате Бразилии 2009, но в июле Розинеи перешёл в мексиканскую «Америку».
18 декабря 2012 года Розинеи прошёл медицинское обследование в «Атлетико Минейро». 19 декабря было объявлено о подписании контракта с «Атлетико Минейро» сроком на 2 года с возможностью продления ещё на 1 год. 6 февраля 2013, в своём дебютном матче, Розинеи забил гол в ворота «Томбенсе»; «Галос» одержали гостевую победу со счётом 2:1.
С 26 августа 2014 года выступает за «Коритибу».

## Достижения
- Чемпион Бразилии (1): 2005
- Чемпион Лиги Гаушу (1): 2009
- Чемпион Лиги Минейро (1): 2013
- Обладатель Кубка Либертадорес (1): 2013
- Обладатель Южноамериканского кубка (1): 2008